# Funaria muhlenbergii
Funaria muhlenbergii là một loài Rêu trong họ Funariaceae. Loài này được Turner mô tả khoa học đầu tiên năm 1804.